# Sommer Lecky
Sommer Lecky (14 de junio de 2000) es una deportista de Irlanda que compite en atletismo. Ganó una medalla de plata en el Campeonato Mundial de Atletismo Sub-20 de 2018, en la prueba de salto de altura.